# ایت سماعیل
آیت سماعیل (به عربی: آیت سماعیل) یک شهرداری در الجزایر است که در استان بجایه واقع شده‌است.